# Forte Fratello Maggiore
Il Forte Fratello Maggiore era un'opera fortificata, oggi non più esistente, che si trovava sulle alture della Val Polcevera. 
Il forte, esterno alle "Mura Nuove di Genova", era una delle due fortificazioni costruite negli anni venti dell’Ottocento dal Genio Militare del Regno di Sardegna sulle cime del monte popolarmente chiamato “Due Fratelli” , in posizione dominante tra Val Polcevera e Val Bisagno.

## Descrizione
Il forte Fratello Maggiore sorgeva a circa 650 metri s.l.m. sulla cima più alta del monte dei “Due Fratelli” (detto anche monte di S. Michele o Monte Michele) e faceva parte delle fortificazioni a nord della cinta muraria seicentesca che comprendevano anche i forti Puin, Diamante e Fratello Minore.
Il forte, chiamato “Fratello Maggiore” (in relazione al vicino “Fratello Minore”, con riferimento all'altitudine, superiore, sia pur di poco, ed alle dimensioni della costruzione) era costituito da una semplice torre quadrata a due piani, oltre il seminterrato, ed era accessibile dopo aver superato un breve fossato attraverso un ponte levatoio. 
I muri perimetrali, spessi alla base oltre 2 metri, erano fortemente inclinati verso l'alto (scarpa), tanto che lo spessore all'altezza della terrazza era quasi dimezzato. Alcune paraste a metà altezza incorniciavano le cannoniere.
La struttura ospitava una guarnigione di 20 soldati, che potevano arrivare a 70 in caso di necessità.
La dotazione d'artiglieria comprendeva un cannone e un obice, collocati nelle casematte, oltre a due obici posizionati sulla terrazza.

## Storia

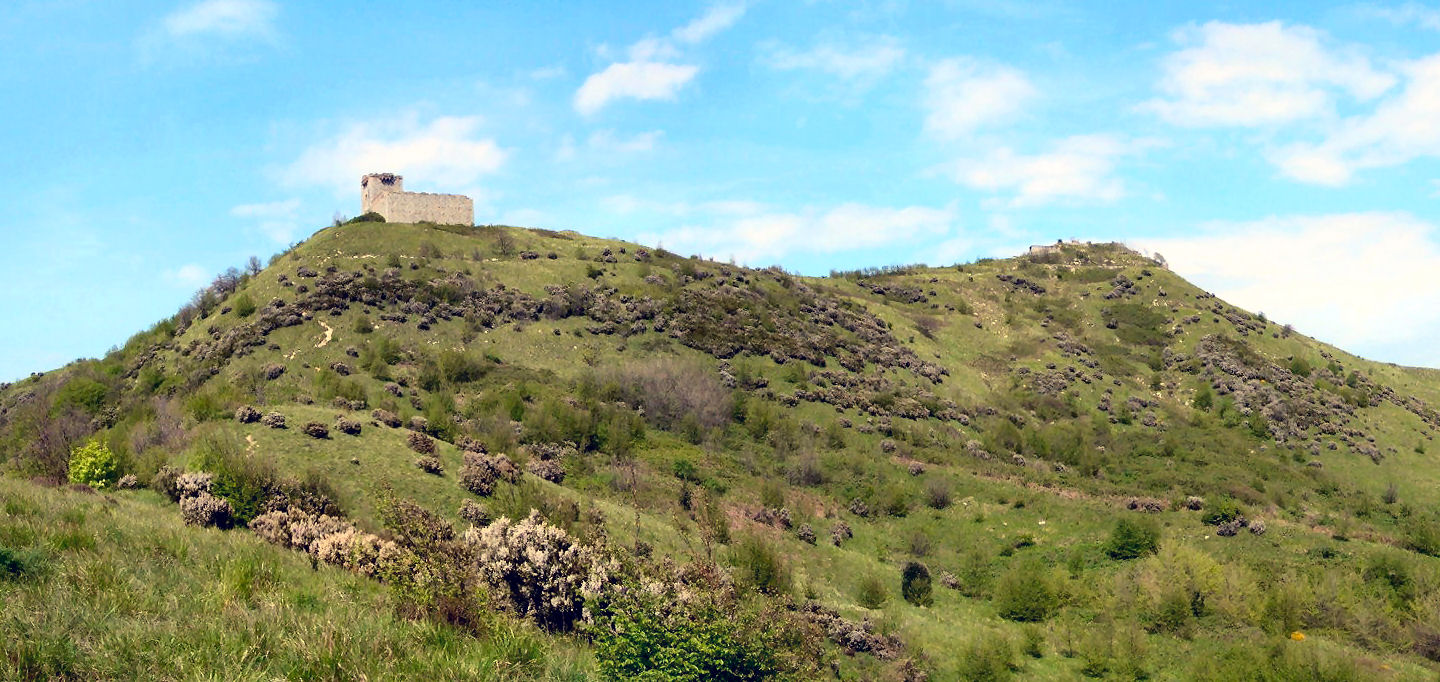
Veduta d’insieme dei “Due Fratelli”

Sul monte dei “Due Fratelli” erano state installate già durante l'assedio del 1747 delle postazioni d'artiglieria protette da una linea trincerata.
Durante l'assedio del 1800 la zona fu nuovamente teatro di violenti combattimenti tra Austriaci e Francesi; questi ultimi conquistarono definitivamente queste postazioni con la battaglia del 30 aprile. Nel corso di questi combattimenti rimase ferito Ugo Foscolo, arruolato nella Guardia Nazionale francese.
Nel 1806, durante la dominazione francese fu progettata la costruzione di fortilizi permanenti sui Due Fratelli, poi attuata dal Genio Militare Sardo dopo l'annessione della Repubblica Ligure napoleonica al Regno di Sardegna, decisa dal Congresso di Vienna nel 1814; il forte Fratello Maggiore fu costruito tra il 1815 ed il 1825.
Come il Fratello Minore, alla fine dell'Ottocento il forte, ritenuto non più strategico dalle autorità militari, fu abbandonato; intorno al 1930 la torre fu parzialmente demolita per installare una postazione contraerea. La demolizione fu poi completata nel 1937, nonostante il forte fosse inserito nell'elenco degli edifici monumentali, quando vi furono sistemate quattro piazzole per la contraerea, delle quali si vedono ancora i resti.
Oggi, del forte rimangono solo la cisterna, ingombra di detriti, e i locali sotterranei, accessibili con difficoltà, mentre i resti visibili in superficie sono quelli delle postazioni contraeree e degli edifici di servizio, realizzati in buona parte con materiali recuperati dalla demolizione.
Nelle fotografie seguenti si vedono i resti delle postazioni contraeree costruite sul sito del forte:

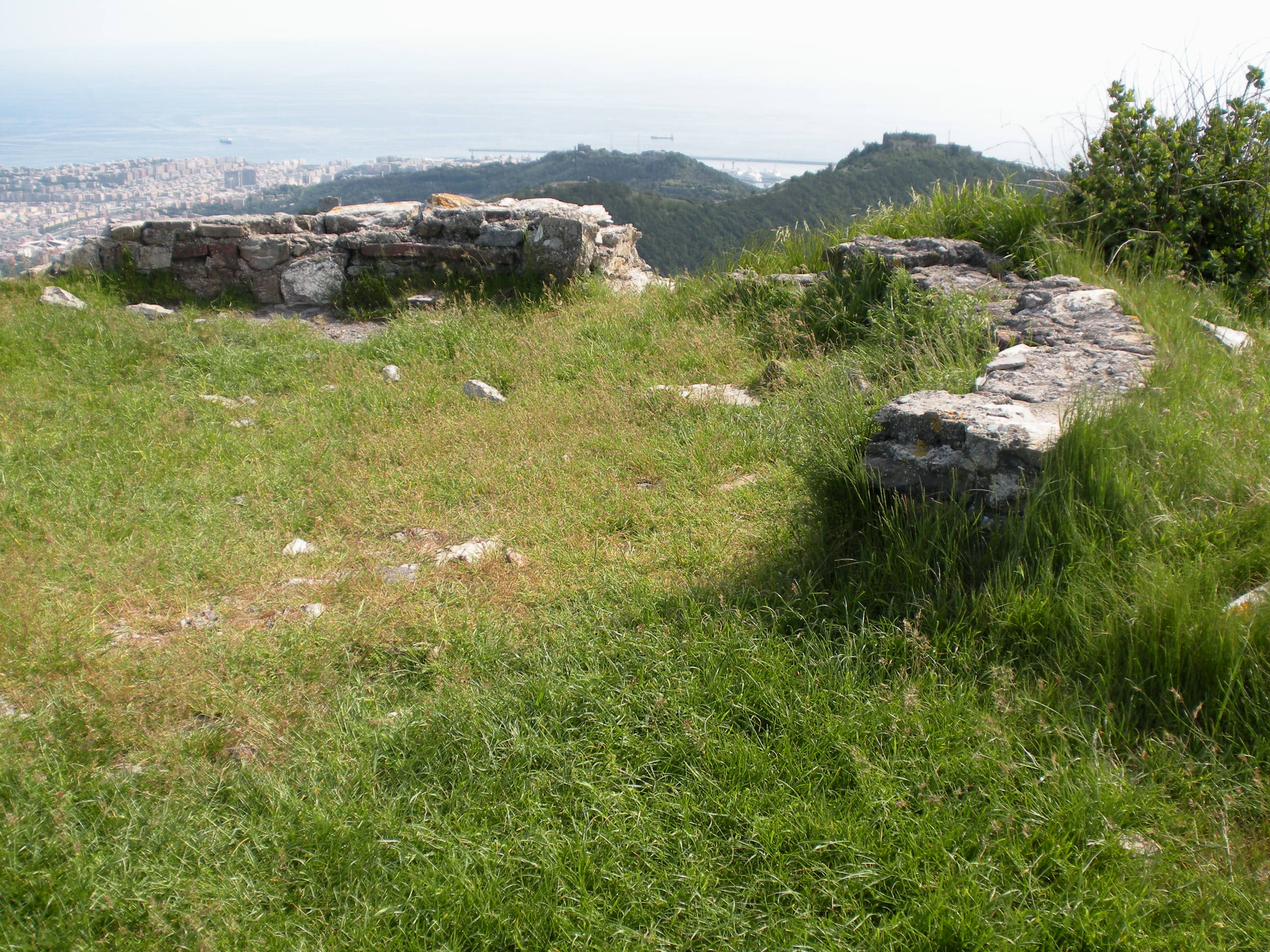
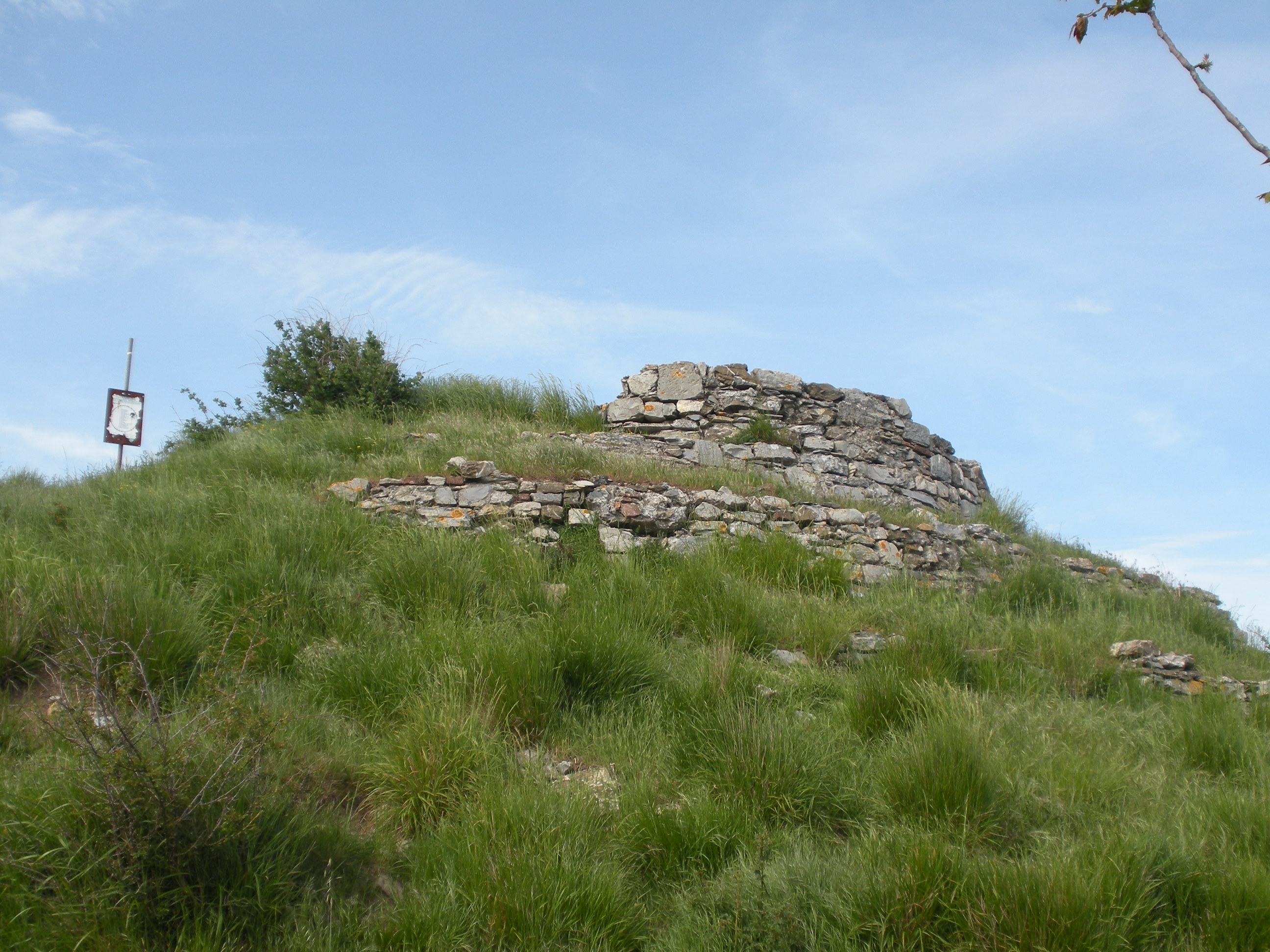

## Come arrivare
Il forte può essere raggiunto solo a piedi, in circa un'ora di cammino dal Forte Sperone, raggiungendo prima il Forte Puin e successivamente la sella fra le due cime del monte: a sinistra si raggiunge il Fratello Minore, a breve distanza, mentre svoltando a destra si percorre la rampa che passando a lato dei piccoli edifici di servizio della contraerea raggiunge la cima più alta del monte.
Può essere raggiunto in circa un'ora anche per sentiero da Begato o da Geminiano, paesi della Val Polcevera raggiungibili in automobile o con mezzi pubblici urbani, oppure dal valico di Trensasco, dove si trova anche l'omonima fermata della ferrovia Genova-Casella.